# Lijst van Scincinae
Onderstaand een lijst van alle soorten skinken uit de onderfamilie Scincinae. Er zijn 292 soorten in 35 geslachten, zeven geslachten zijn monotypisch en worden slechts door een enkele soort vertegenwoordigd. 
- Amphiglossus astrolabi
- Amphiglossus reticulatus
- Ateuchosaurus chinensis
- Ateuchosaurus pellopleurus
- Barkudia insularis
- Barkudia melanosticta
- Brachymeles apus
- Brachymeles bicolandia
- Brachymeles bicolor
- Brachymeles boholensis
- Brachymeles bonitae
- Brachymeles boulengeri
- Brachymeles brevidactylus
- Brachymeles cebuensis
- Brachymeles cobos
- Brachymeles dalawangdaliri
- Brachymeles elerae
- Brachymeles gracilis
- Brachymeles hilong
- Brachymeles ilocandia
- Brachymeles isangdaliri
- Brachymeles kadwa
- Brachymeles libayani
- Brachymeles ligtas
- Brachymeles lukbani
- Brachymeles makusog
- Brachymeles mapalanggaon
- Brachymeles mindorensis
- Brachymeles minimus
- Brachymeles miriamae
- Brachymeles muntingkamay
- Brachymeles orientalis
- Brachymeles paeforum
- Brachymeles pathfinderi
- Brachymeles samad
- Brachymeles samarensis
- Brachymeles schadenbergi
- Brachymeles suluensis
- Brachymeles talinis
- Brachymeles taylori
- Brachymeles tiboliorum
- Brachymeles tridactylus
- Brachymeles tungaoi
- Brachymeles vermis
- Brachymeles vindumi
- Brachymeles vulcani
- Brachymeles wrighti
- Brachyseps anosyensis
- Brachyseps frontoparietalis
- Brachyseps gastrostictus
- Brachyseps macrocercus
- Brachyseps mandady
- Brachyseps punctatus
- Brachyseps spilostichus
- Brachyseps splendidus
- Chalcides armitagei
- Chalcides bedriagai
- Chalcides bottegi
- Chalcides boulengeri
- Chalcides chalcides
- Chalcides coeruleopunctatus
- Chalcides colosii
- Chalcides delislei
- Chalcides ebneri
- Chalcides guentheri
- Chalcides lanzai
- Chalcides levitoni
- Chalcides manueli
- Chalcides mauritanicus
- Chalcides mertensi
- Chalcides minutus
- Chalcides mionecton
- Chalcides montanus
- Chalcides ocellatus
- Chalcides parallelus
- Chalcides pentadactylus
- Chalcides polylepis
- Chalcides pseudostriatus
- Chalcides pulchellus
- Chalcides ragazzii
- Chalcides sepsoides
- Chalcides sexlineatus
- Chalcides simonyi
- Chalcides sphenopsiformis
- Chalcides striatus
- Chalcides thierryi
- Chalcides viridanus
- Chalcidoseps thwaitesi
- Eumeces algeriensis
- Eumeces blythianus
- Eumeces cholistanensis
- Eumeces indothalensis
- Eumeces persicus
- Eumeces schneideri
- Eurylepis poonaensis
- Eurylepis taeniolata
- Feylinia boulengeri
- Feylinia currori
- Feylinia elegans
- Feylinia grandisquamis
- Feylinia macrolepis
- Feylinia polylepis
- Flexiseps alluaudi
- Flexiseps andranovahensis
- Flexiseps ardouini
- Flexiseps crenni
- Flexiseps decaryi
- Flexiseps elongatus
- Flexiseps johannae
- Flexiseps mandokava
- Flexiseps melanurus
- Flexiseps meva
- Flexiseps ornaticeps
- Flexiseps stylus
- Flexiseps tanysoma
- Flexiseps tsaratananensis
- Flexiseps valhallae
- Gongylomorphus bojerii
- Grandidierina fierinensis
- Grandidierina lineata
- Grandidierina petiti
- Grandidierina rubrocaudata
- Hakaria simonyi
- Janetaescincus braueri
- Janetaescincus veseyfitzgeraldi
- Jarujinia bipedalis
- Madascincus ankodabensis
- Madascincus arenicola
- Madascincus igneocaudatus
- Madascincus macrolepis
- Madascincus melanopleura
- Madascincus miafina
- Madascincus minutus
- Madascincus mouroundavae
- Madascincus nanus
- Madascincus polleni
- Madascincus pyrurus
- Madascincus stumpffi
- Melanoseps ater
- Melanoseps emmrichi
- Melanoseps longicauda
- Melanoseps loveridgei
- Melanoseps occidentalis
- Melanoseps pygmaeus
- Melanoseps rondoensis
- Melanoseps uzungwensis
- Mesoscincus altamirani
- Mesoscincus managuae
- Mesoscincus schwartzei
- Nessia bipes
- Nessia burtonii
- Nessia deraniyagalai
- Nessia didactyla
- Nessia gansi
- Nessia hickanala
- Nessia layardi
- Nessia monodactyla
- Nessia sarasinorum
- Ophiomorus blanfordi
- Ophiomorus brevipes
- Ophiomorus chernovi
- Ophiomorus kardesi
- Ophiomorus latastii
- Ophiomorus maranjabensis
- Ophiomorus nuchalis
- Ophiomorus persicus
- Ophiomorus punctatissimus
- Ophiomorus raithmai
- Ophiomorus streeti
- Ophiomorus tridactylus
- Pamelaescincus gardineri
- Paracontias ampijoroensis
- Paracontias brocchii
- Paracontias fasika
- Paracontias hafa
- Paracontias hildebrandti
- Paracontias holomelas
- Paracontias kankana
- Paracontias mahamavo
- Paracontias manify
- Paracontias milloti
- Paracontias minimus
- Paracontias rothschildi
- Paracontias tsararano
- Paracontias vermisaurus
- Plestiodon anthracinus
- Plestiodon barbouri
- Plestiodon bilineatus
- Plestiodon brevirostris
- Plestiodon callicephalus
- Plestiodon capito
- Plestiodon chinensis
- Plestiodon colimensis
- Plestiodon copei
- Plestiodon coreensis
- Plestiodon dicei
- Plestiodon dugesii
- Plestiodon egregius
- Plestiodon elegans
- Plestiodon fasciatus
- Plestiodon finitimus
- Plestiodon gilberti
- Plestiodon indubitus
- Plestiodon inexpectatus
- Plestiodon japonicus
- Plestiodon kishinouyei
- Plestiodon kuchinoshimensis
- Plestiodon lagunensis
- Plestiodon laticeps
- Plestiodon latiscutatus
- Plestiodon leucostictus
- Plestiodon liui
- Plestiodon longirostris
- Plestiodon lotus
- Plestiodon lynxe
- Plestiodon marginatus
- Plestiodon multilineatus
- Plestiodon multivirgatus
- Plestiodon nietoi
- Plestiodon obsoletus
- Plestiodon ochoterenae
- Plestiodon oshimensis
- Plestiodon parviauriculatus
- Plestiodon parvulus
- Plestiodon popei
- Plestiodon quadrilineatus
- Plestiodon reynoldsi
- Plestiodon septentrionalis
- Plestiodon skiltonianus
- Plestiodon stimpsonii
- Plestiodon sumichrasti
- Plestiodon takarai
- Plestiodon tamdaoensis
- Plestiodon tetragrammus
- Plestiodon tunganus
- Proscelotes aenea
- Proscelotes arnoldi
- Proscelotes eggeli
- Pseudoacontias angelorum
- Pseudoacontias madagascariensis
- Pseudoacontias menamainty
- Pseudoacontias unicolor
- Pygomeles braconnieri
- Pygomeles petteri
- Pygomeles trivittatus
- Scelotes anguineus
- Scelotes arenicolus
- Scelotes bidigittatus
- Scelotes bipes
- Scelotes bourquini
- Scelotes caffer
- Scelotes capensis
- Scelotes duttoni
- Scelotes fitzsimonsi
- Scelotes gronovii
- Scelotes guentheri
- Scelotes inornatus
- Scelotes insularis
- Scelotes kasneri
- Scelotes limpopoensis
- Scelotes mirus
- Scelotes montispectus
- Scelotes mossambicus
- Scelotes poensis
- Scelotes sexlineatus
- Scelotes uluguruensis
- Scelotes vestigifer
- Scincopus fasciatus
- Scincus albifasciatus
- Scincus hemprichii
- Scincus mitranus
- Scincus scincus
- Scolecoseps acontias
- Scolecoseps boulengeri
- Scolecoseps broadleyi
- Scolecoseps litipoensis
- Sepsina alberti
- Sepsina angolensis
- Sepsina bayoni
- Sepsina copei
- Sepsina tetradactyla
- Sepsophis punctatus
- Typhlacontias brevipes
- Typhlacontias gracilis
- Typhlacontias johnsonii
- Typhlacontias kataviensis
- Typhlacontias punctatissimus
- Typhlacontias rohani
- Typhlacontias rudebecki
- Voeltzkowia mira
- Voeltzkowia mobydick
- Voeltzkowia yamagishii